# 다베이 료
다베이 료(일본어: 田部井 涼, 1999년 6월 25일~)는 일본의 축구 선수이다.

## 구단 경력
그는 2022년 J2리그의 요코하마 FC에 입단했다. 2023년 파지아노 오카야마로 이적했다. 2024년 J2리그 5위를 기록하여 J1리그로 승격했다.